# در ارتش
در ارتش (ارمنی: Բանակում) یک مجموعه تلویزیونی کمدی درام ارمنستان می‌باشد. این مجموعه در روز ۱ سپتامبر ۲۰۰۹ از شبکه شانت تی‌وی شروع پخش نمود. این مجموعه بیش از ۳۰۰ قسمت دارد و داستان آن در ایروان پایتخت ارمنستان اتفاق می‌افتد. 

## بازیگران و نقش‌هایشان
- Artyom Karapetyan در نقش Karlen Minasyan
- Emil Galstyan در نقش Hambardzum Hambardzumyan
- Vahe Petrosyan در نقش Qajik Aslanyan
- هوهانس داوتیان (هنرپیشه) در نقش Mkho Arevshatyan
- Hamlet Adiyan در نقش Rshtun Rshtoyan
- Anahit Kirakosyan در نقش Susik
- Gevorg Manukyan در نقش Melo Hovsepyan
- Sargis Vardanyan در نقش Artyom
- Armen Miqaelyan در نقش Gago
- Vahagn Sargsyan در نقش Hamo
- Armen Soghoyan در نقش Baghdasaryan
- Sepuh Apikyan در نقش Bshtikyan
- Armen Zakharyan در نقش Papik Djamshoyan
- آناتی ساکانیان در نقش Photographer
- Sona Melqonyan در نقش Lilith
- نرسس هوهانیسیان در نقش Ara Haroutyunyan
- Gevorg Chulyan در نقش Samvel Musaelyan
- واهاگن خاچاطوریان در نقش Varos Varosyan
- Gor Harutyunyan در نقش Varujan Danielyan
- Artur Hovsepyan در نقش Peto
- واچه توماسیان در نقش Tiko
- آرموش در نقش Serjant Gazazyan
- Vahan Tovmasyan در نقش Makaryan